# Fuga a Parigi
Fuga a Parigi (French Exit) è un film del 2020 diretto da Azazel Jacobs.
La pellicola, con protagonisti Michelle Pfeiffer e Lucas Hedges, è l'adattamento cinematografico dell'omonimo romanzo del 2018 scritto da Patrick deWitt, autore anche della sceneggiatura; si tratta della seconda collaborazione tra Jacobs e deWitt dopo il film del 2011 Terri.

## Produzione
Le riprese del film sono iniziate nell'ottobre 2019 e si sono svolte anche a Parigi e Montréal.

## Promozione
Il primo trailer del film è stato diffuso il 10 dicembre 2020.

## Distribuzione
Il film è stato presentato al New York Film Festival il 10 ottobre 2020 e distribuito nelle sale cinematografiche statunitensi a partire dal 12 febbraio 2021. In Italia è stato distribuito in streaming dal 13 maggio 2021.

## Accoglienza

### Critica
Sull'aggregatore Rotten Tomatoes il film riceve il 66% delle recensioni professionali positive con un voto medio di 6.10 su 10 basato su 88 critiche, mentre su Metacritic ottiene un punteggio di 59 su 100 basato su 16 critiche.
Pete Dubruge, critico di Variety, ha elogiato l'interpretazione di Michelle Pfeiffer, così come gran parte della critica, definendola una possibile candidata all'Oscar.

## Riconoscimenti
- 2021 - Golden Globe[9]
  - Candidatura per la migliore attrice in un film commedia o musicale a Michelle Pfeiffer
- 2021 - Independent Spirit Awards[10]
  - Candidatura per la miglior attrice non protagonista a Valerie Mahaffey
- 2021 - Satellite Awards[11]
  - Candidatura per la migliore attrice in un film commedia o musicale a Michelle Pfeiffer